# Venderò
Venderò è un brano musicale composto da Eugenio ed Edoardo Bennato e interpretato da quest'ultimo, pubblicato in edizione speciale per Juke Box nel 1976 e nello stesso anno nell'album La torre di Babele e nel 1990 nell'album raccolta Edo rinnegato.

## Testo e significato
Venderò, una ballata folk, è un lungo inventario di cose che l'autore potrebbe vendere per sopravvivere, trovare un modo per campare rimanendo libero: infatti il rischio che si venga cacciati dal mercato e dal gioco è alto se non si ha qualcosa di "serio" da offrire
.

## Musicisti
- Edoardo Bennato – voce, chitarra 12 corde
- Eugenio Bennato – plettri
- Francesco Bruno – chitarra 6 corde
- Gigi De Rienzo – basso
- Tony Esposito – batteria, percussioni
- Stefano Sabatini – piano
- Robert Fix – sax

## Cover
Nel 2009 il brano è stato reinterpretato da Luca Carboni nell’album Musiche ribelli.
Il cantante Antoine ne ha realizzato una versione in francese intitolata Je vendrai.